# 토마 상카라 와가두구 국제공항

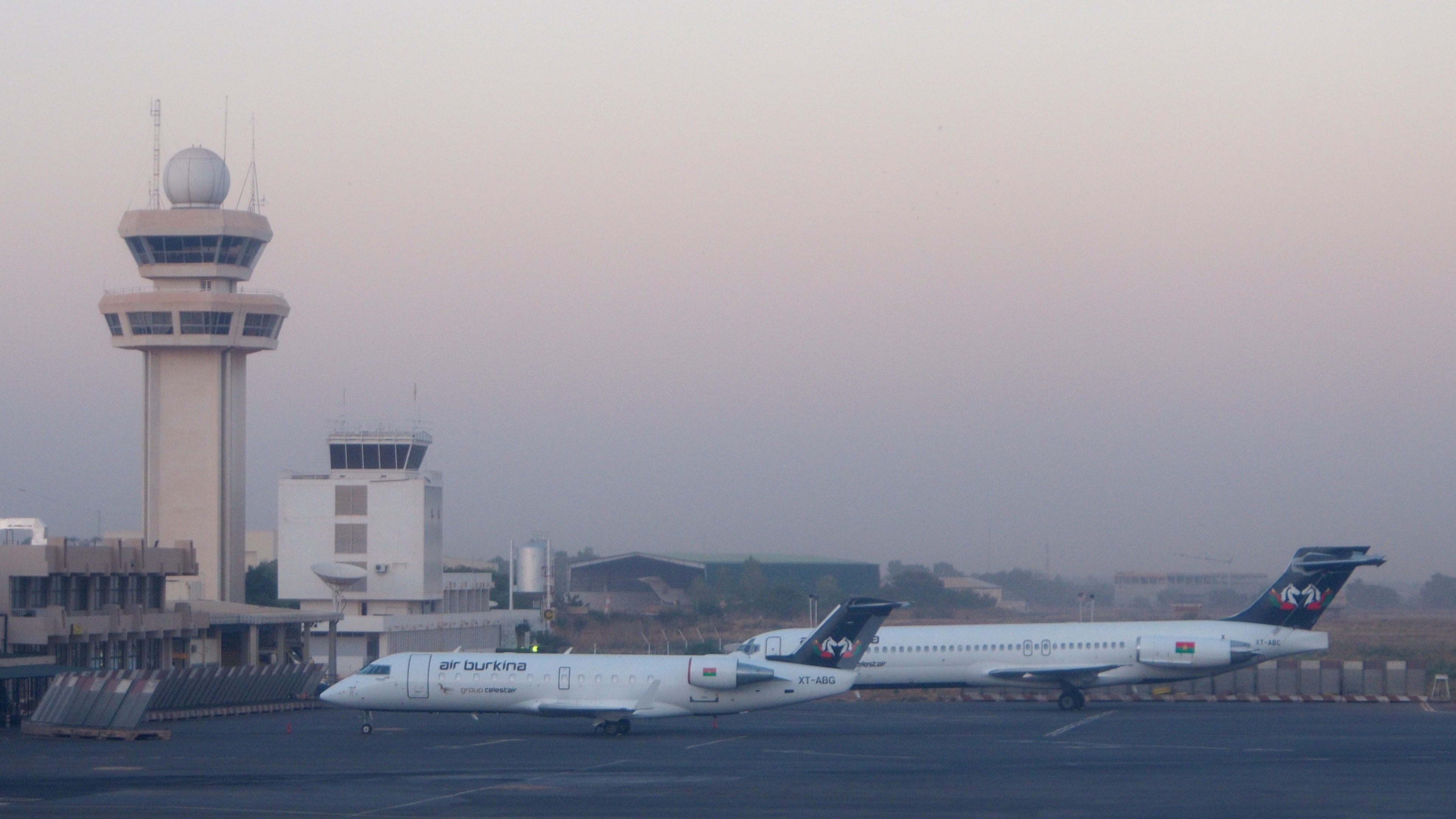

토마 상카라 와가두구 국제공항(Thomas Sankara International Airport Ouagadougou, IATA: OUA, ICAO: DFFD)은 부르키나파소 와가두구의 수도 중심부에 위치한 국제공항이다. 주요 상업 지역에서 남동쪽으로 1.5 킬로미터 정도 떨어진 곳에 위치해 있다. 이 지역 자체의 길이는 약 4.8킬로미터, 가장 좁은 지점의 너비는 0.5킬로미터이며 면적은 약 4.26 제곱킬로미터이다. 활주로의 길이는 3,000미터이다.